# 아야키 히카리
아야키 히카리(일본어: 綺城 ひか理 あやき ひかり[*], 7월 14일 - )는 다카라즈카 가극단 하나구미 소속 남역 스타이다.
지바현 지바시, 시립 아사히가오카 중학교 출신이다. 키 176cm, 애칭은 "아카상", "아카짱", "아카리"이다.

## 약력
2009년, 다카라즈카 음악학교에 입학하였다.
2011년, 다카라즈카 가극단 97기생으로 입단. 입단 당시 성적은 14등. 호시구미 공연 「노바 보사 노바／만남은 다시 한번」으로 초무대를 했다.
2012년, 구미마와리를 거쳐 하나구미에 배속되었다.
2016년, 「ME AND MY GIRL」로, 유우나미 케이와 더블 캐스트로 신인공연 첫 주연. 같은 해, 카노 마리아 퇴단 공연 「금빛 사막」으로 신인공연 단독 첫 주연을 맡았다.
2019년, 「Dream On!」 (바우홀 공연)으로, 미나미 마이토ㆍ히류 츠카사와 함께 메인 캐스트를 맡았다. 같은 해 11월 25일자로 호시구미로 조이동 되었다.
2023년 2월 13일자로, 친정인 하나구미로 조 이동 될 것이라고 발표되었다.

## 출연 이벤트
- 2017년 12월, 다카라즈카 스페셜 2017 『쥬템므・레뷰 -몽・파리 탄생 90주년-』
- 2018년 11 - 12월, 토도로키 유 디너쇼 『Yū，Un jour chantant』
- 2018년 12월, 다카라즈카 스페셜 2018 『Say!Hey!Show Up!!』
- 2019년 12월, 다카라즈카 스페셜 2019 『Beautiful Harmony』

## 수상이력
- 2017년, 『한큐스미레회 팬지상』 - 신인상